# Volume 3
Albums de She and Him
A Very She and Him Christmas
(2011)
Singles
1. Never Wanted Your Love
Sortie : 7 mars 2013

Volume 3 est le quatrième album studio du groupe She and Him, sorti le 7 mai 2013 aux États-Unis et le 13 mai 2013 au Royaume-Uni. L'album est composé de onze chansons écrites par Zooey Deschanel, les trois chansons restantes sont des reprises.

## Réception critique et commerciale
Dès sa sortie, Volume 3 a rencontré un accueil critique favorable, obtenant un score de 68⁄100 sur le site Metacritic, basé sur vingt-six commentaires collectés. L'album a débuté à la 15e place du Billboard 200, avec 26 000 exemplaires vendus en première semaine aux États-Unis.

## Titres
Les titres de l'album sont tous écrits par Zooey Deschanel, sauf mention contraire.
| No  | Titre                                             | Durée |
| --- | ------------------------------------------------- | ----- |
| 1.  | I've Got Your Number, Son                         | 3:07  |
| 2.  | Never Wanted Your Love                            | 3:13  |
| 3.  | Baby (George Morton, Jeff Barry, Ellie Greenwich) | 3:15  |
| 4.  | I Could've Been Your Girl                         | 3:11  |
| 5.  | Turn to White                                     | 4:22  |
| 6.  | Somebody Sweet to Talk To                         | 3:02  |
| 7.  | Something's Haunting You                          | 2:52  |
| 8.  | Together                                          | 4:06  |
| 9.  | Hold Me, Thrill Me, Kiss Me (Harry Noble)         | 2:44  |
| 10. | Snow Queen                                        | 2:32  |
| 11. | Sunday Girl (Chris Stein)                         | 3:04  |
| 12. | London                                            | 2:28  |
| 13. | Shadow of Love                                    | 2:42  |
| 14. | Reprise (I Could've Been Your Girl)               | 1:49  |

## Charts
| Chart (2013)                | Position |
| --------------------------- | -------- |
| États-Unis (Billboard 200)  | 15       |
| Belgique (Flandre Ultratop) | 67       |
| Espagne (Promusicae)        | 94       |
| Suède (Sverigetopplistan)   | 37       |